# Józefosław
Józefosław is een plaats in het Poolse district  Piaseczyński, woiwodschap Mazovië. De plaats maakt deel uit van de gemeente Piaseczno en telt 4484 (04.01.2008) inwoners.